# Cobos de Fuentidueña
Cobos de Fuentidueña er en by og kommune i det centrale Spanien i provinsen Segovia. Den har et indbyggertal på 28 (2024) indbyggere.